# ホットロッド (ゲーム)
『ホットロッド』 (Hot Rod) は、セガが1988年に発売した上方見下ろし型、最大4人同時プレイ可能なアーケードレースゲーム。

## 概要
筐体とコンパネは4人でモニターを囲うような、日本では観られないスタンドアップタイプの筐体が特徴。
タイトーの『フィスコ400』（1977年）や『スーパーデッドヒート』（1985年）､アタリ『インディ4』（1976年）などでは2ｘ2で向かい合うのに対し、アナログ形式のハンドルとアクセルが四方につく筐体の様子は対戦型格闘ゲームがブームになる以前の試みであり、乱入可能なゲームスタイルではあるが、学校帰りの高校生や学生が仲間内でワイワイとプレイするのがこのゲームの一種のプレイスタイルであった。
同社シティ筐体のコンバージョンは、パドルコントローラー＋ボタンを使用する。
システム基板は、当時セキュリティチップとフロッピーディスクで鳴り物入りだったシステム24第1弾として発表された。メンテナンス面の向上のため、ROMキットバージョンも存在する。

## ゲームシステム
アタリ『スーパースプリント』と同様に、各面の獲得賞金でステージクリア毎にパーツを買って基本性能を上げ、自車をパワーアップしてレース展開を有利にし、ゲーム中にランダムで登場する得点/燃料アイテムで燃料を補充しつつ、全30ステージループ制で順位を競う。
ブレーキはエンジンブレーキ方式。アクセルオフで減速。ギアの設定はないのでメーター類がないのと、スタンドアップ式の筐体なのでハーフスロットルなどスピード調整が難しいところさえある。
パワーアップフューチャーは前後エンジン（加速、トップスピード）、ウイング（コーナリングフォース性）、タイヤ（コース毎の基本グリップ相性の良いタイヤ選択が要となる）、バンパー（対障害物性）からなる｡
面クリア条件はゴールにたどり着くこと、ゲーム中燃料切れとなるとゲームオーバー。
集団最後尾の画面外に取り残される、もしくは一定の障害物に接触して爆発すると燃料減算された後、集団最後尾直後に自動的に誘導される。
敵車同士の当たり判定がないので、壁や障害物に当たらず減速を極力抑え、最短ラインを走るテクニックが必須となる。
面が進むと崖崩れでの岩群、雪崩やパトカー、高所のアスファルトの切れ目での走行ライン幅減少による妨害、コース外のショートカット地帯では波や牛、蟻地獄といった障害物が出てくるので、集団を出し抜くにはより正確なハンドリングも必要である。
とはいえ、見た目にはそんなに速度が出ていないように見えてコーナリング時に独特の慣性が働くのはカーレースゲームの共通項だが、このゲームの場合はカウンターステアの概念がないため、道幅が狭いコースでタイヤチョイスの失敗などによりオーバースピードで大振りにコーナリングする場合、常にオーバーにコーナー内周側を向いていないと、外側の壁や障害物に当たってしまう。
約3面毎に賞金がアップするステージがある。そこで完走できれば良いパーツ購入につながるが、敵車も後半になるほど若干パワーアップされる。
また、途中乱入で初期状態でプレイに加わってもアイテムを奪った個数に応じて継続プレイヤーを出し抜けるレース展開（相手の燃料切れを狙う）も場合によっては可能となるため、そこがクレジットが進む一因でもある。
唯一、これまでの同社『ヘッドオン』などのドットイートタイプの系統である『カウンターラン』（同年）とは一線を画す、箱庭型画面固定レースゲームのシステムを発展させた四方スクロールMAP型レースゲームと言えよう。

## 影響を受けている、または以後受けたであろうゲーム
同様の画面構成のシステムとしてはカプコンの『F1ドリーム』（同年）が挙げられる。
レース賞金でパワーアップという概念はコンシューマ作品、ファミリーコンピュータ『レーサーミニ四駆 ジャパンカップ』や『タイトーグランプリ 栄光へのライセンス』、メガドライブ『スーパーハングオン』のオリジナルモード、後年の『ゼロヨンチャンプ』や『首都高バトル』などに相通ずるところがある。
同社『ラフレーサー』（1990年）やタイトー『RCでGO!』（1999年）などが後年のこのゲームの発展系となる。
ショップのBGMは、同社『ファンタジーゾーン』と同じ曲である。